# Nvidia Jetson

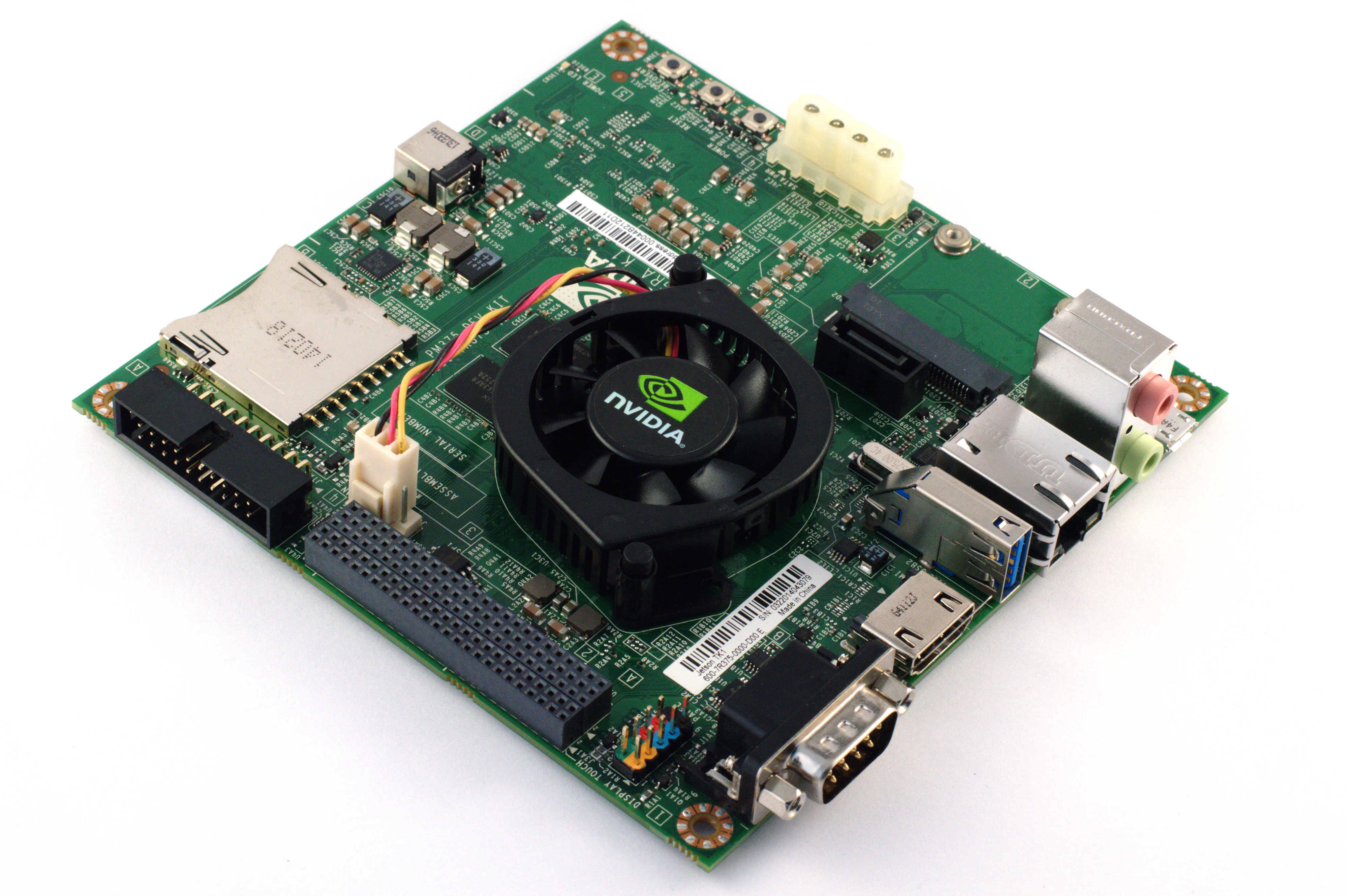
Nvidia Jetson TK1

Nvidia Jetson és una sèrie de plaques d'informàtica incrustades de Nvidia. Tots els models Jetson TK1, TX1 i TX2 porten un processador Tegra (o SoC) de Nvidia que integra una unitat de processament central (CPU) d'arquitectura ARM. Jetson és un sistema de baix consum i està dissenyat per accelerar aplicacions d'aprenentatge automàtic.

## Maquinari
La família Jetson inclou els següents taulers:
- A finals d'abril de 2014, Nvidia va enviar la placa de desenvolupament Nvidia Jetson TK1 que contenia un SoC Tegra K1 a la variant T124 i que executava Ubuntu Linux.Un kit de desenvolupador Nvidia Jetson Nano

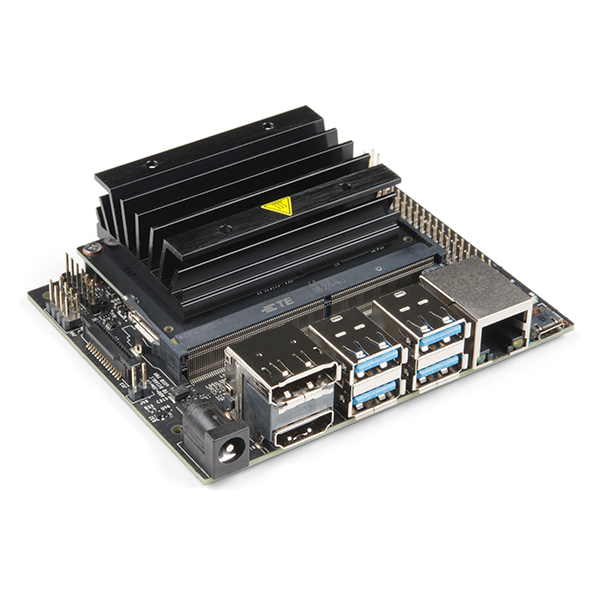
Un kit de desenvolupador Nvidia Jetson Nano

- La placa de desenvolupament Nvidia Jetson TX1 porta un Tegra X1 del model T210.
- La placa Nvidia Jetson TX2 porta un Tegra X2 de microarquitectura GP10B (SoC tipus T186 o molt similar). Aquest tauler i la plataforma de desenvolupament associada es van anunciar el març de 2017 com un disseny de targeta compacta per a escenaris de baixa potència, per exemple, per a l'ús en drons de càmera més petits. Els mitjans de comunicació van proporcionar una matriu que descriu un conjunt de modes de rendiment juntament amb això. A més, s'esmenta una variant TX2i, que es diu que és robusta i adequada per a casos d'ús industrial.
- El Nvidia Jetson Xavier es va anunciar com a kit de desenvolupament a finals d'agost de 2018. Es van donar indicacions que s'hauria d'esperar una acceleració de 20 vegades per a determinats casos d'aplicació en comparació amb els dispositius predecessors i que l'eficiència energètica de l'aplicació es millora 10 vegades. Nvidia Jetson Xavier NX té un Nvidia Carmel ARMv8.2 de 6 nuclis.
  - Nvidia Jetson AGX Xavier és la versió de 8 nuclis amb la mateixa arquitectura central (Carmel Armv8.2).

- El Nvidia Jetson Nano es va anunciar com a sistema de desenvolupament a mitjans de març de 2019 El mercat previst és per a la robòtica aficionada a causa del preu baix. Les especificacions finals mostren que el tauler és una mena de versió optimitzada per la potència del que significaria un sistema Tegra X1 complet. Només la meitat de la CPU (només 4x A57 @ 1.43 GHz) i GPU (128 nuclis de la generació Maxwell @ 921 MHz) hi ha nuclis presents i només hi ha connectada la meitat de la memòria RAM màxima possible (4 GB LPDDR4 a 64 bits + 1,6 GHz = 25,6 GB/s), mentre que la interfície disponible o utilitzable està determinada pel disseny de la placa base i, a més, és objecte de decisions d'implementació i especificitats en un disseny específic de l'usuari final per a un cas d'aplicació.
  - El Nvidia Jetson Nano Developer Kit és un ordinador amb intel·ligència artificial per a creadors, aprenents i desenvolupadors que aporta el poder de la intel·ligència artificial moderna a una plataforma de baix consum i fàcil d'utilitzar, per començar ràpidament amb un suport complet. per a molts perifèrics populars, complements i projectes llestos per utilitzar.

- El setembre de 2022, Nvidia va anunciar el Jetson Orin Nano. Els mòduls tenen el mateix connector SO-DIMM de 260 pins i dimensions de 69,6 mm x 45 mm, i es presenten en dues variants. El 4 La variant GB proporciona 20 TOPs dispersos o 10 densos, utilitzant una GPU de 512 nuclis Ampere amb 16 nuclis Tensor, mentre que els 8 La variant GB duplica aquests números a 40/20 TOP, una GPU de 1024 nuclis i 16 nuclis Tensor. Tots dos tenen 6 nuclis Arm Cortex-A78AE. El 4 El mòdul GB comença a 199 dòlars i el 8 Variant GB per 299 dòlars, en comprar 1000 unitats.[4]